# G8-Gipfel in Deauville 2011

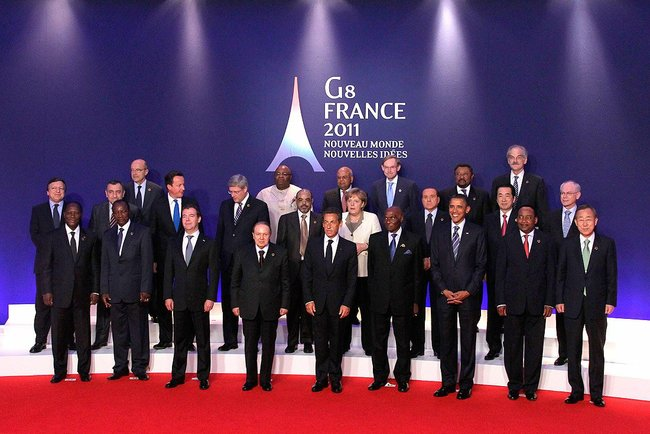
Familienfoto des G8-Gipfels im Mai 2011.

Der G8-Gipfel in Deauville 2011 war das 37. Gipfeltreffen der Regierungschefs der Gruppe der Acht. Es fand vom 26. bis 27. Mai 2011 unter französischen Vorsitz (durch Präsident Nicolas Sarkozy) im Seebad Deauville im Département Calvados in der Normandie statt.
Es war seit 1975 der sechste G6-, G7- oder G8-Gipfel in Frankreich. Bisherige Gipfel fanden in Rambouillet (1975, G6), Versailles (1982, G7), Paris (1989, G7), Lyon (1996, G7) und Évian-les-Bains (2003, G8) statt.

## Themen

### Arabischer Frühling
Zur Förderung des Arabischen Frühlings wurden auf dem Gipfeltreffen Ägypten und Tunesien Finanzhilfen bis 2013 in Höhe von 20 Milliarden Dollar zugesagt, um die Reformen in diesen Ländern zu unterstützen. Zuvor hatte der Internationale Währungsfonds vor einer finanziellen Notlage der arabischen Staaten gewarnt und für die folgenden drei Jahre einen Finanzbedarf von 160 Milliarden genannt. Die G8-Staaten kündigten an, die demokratischen Reformen durch eine Stärkung der Wirtschaft absichern zu wollen und betonten die Bedeutung des Tourismus, der durch den Arabischen Frühling zurückgegangen sei. EU-Kommissionspräsident José Manuel Barroso erklärte, dass die betroffene Region für Europa „von höchster strategischer Wichtigkeit“ sei und man die Reformen daher weiter unterstützen werde. Darüber hinaus wurden bilaterale Hilfen angekündigt.
Im Zusammenhang mit dem laufenden Internationalen Militäreinsatz in Libyen forderten die G8-Staats- und Regierungschefs einen Rücktritt des libyschen Diktators Muammar al-Gaddafi, da vorher der Militäreinsatz nicht beendet werden könne. Der russische Präsident Medwedew erklärte, dass Gaddafi durch einen Rücktritt seinem Land „einen Gefallen“ tun würde. Zugleich kündigte er an, dass Russland dem libyschen Diktator kein Exil geben werde.
In der Abschlusserklärung zum Gipfel verurteilten die G8-Staaten die Gewalt im syrischen Bürgerkrieg und forderten den syrischen Staatspräsidenten Baschar al-Assad zu Reformen auf.
Ein weiteres wichtiges Thema des Treffens war – angesichts der Nuklearkatastrophe von Fukushima – der zukünftige Umgang mit der Atomkraft.